# Tsybin RSR

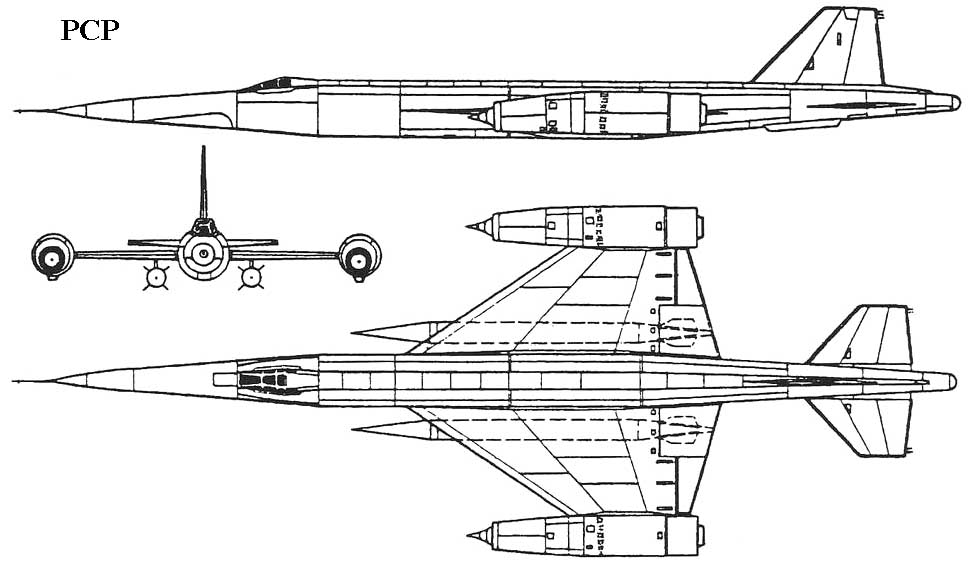
Diagrama do projeto da fuselagem do Tsybin RSR

O Tsybin RSR (em soviético: Reactivnyi Strategicheskii Razvedchik) foi um projeto soviético de uma aeronave de reconhecimento avançada, de longo alcance e com velocidade máxima de mach 3 (três vezes a velocidade do som).
A estrutura do RSR teria construção feita primariamente de alumínio aeronáutico, com uma longa fuselagem circular, que abrigaria uma cabina pressurizada para o piloto junto com câmeras espiãs e combustível, possuindo asas trapezoidais. As turbinas, dois motores turbofans Soloviev D-21, que seriam montados nas pontas das asas. Esperava-se que a velocidade de cruzeiro da aeronave atingisse mais de Mach 2  a uma altitude de 20 000 m, dando um alcance de 3 760 km.
Um protótipo aerodinâmico simplificado foi construído e denominado de NM-1 em 1957. Foi criado para testes de manobras a baixas velocidades, esse avião era impulsionado por duas turbinas Mikulin AM-5 e voou pela primeira vez em 7 de abril de 1959. Em abril de 1961, Nikita Khrushchev cancelou o programa.